# 하르덴베르흐

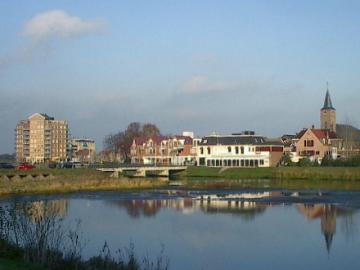
하르덴베르흐

하르덴베르흐의 위치

하르덴베르흐(네덜란드어: Hardenberg, 저지 독일어: Haddenbarreg / 'n Arnbarg)는 네덜란드 오버레이설주의 도시로 면적은 317.14km2, 높이는 9m, 인구는 59,689명(2014년 5월 기준), 인구 밀도는 191명/km2이다.

시기
시 문장